# Katholieke Universiteit van Lublin

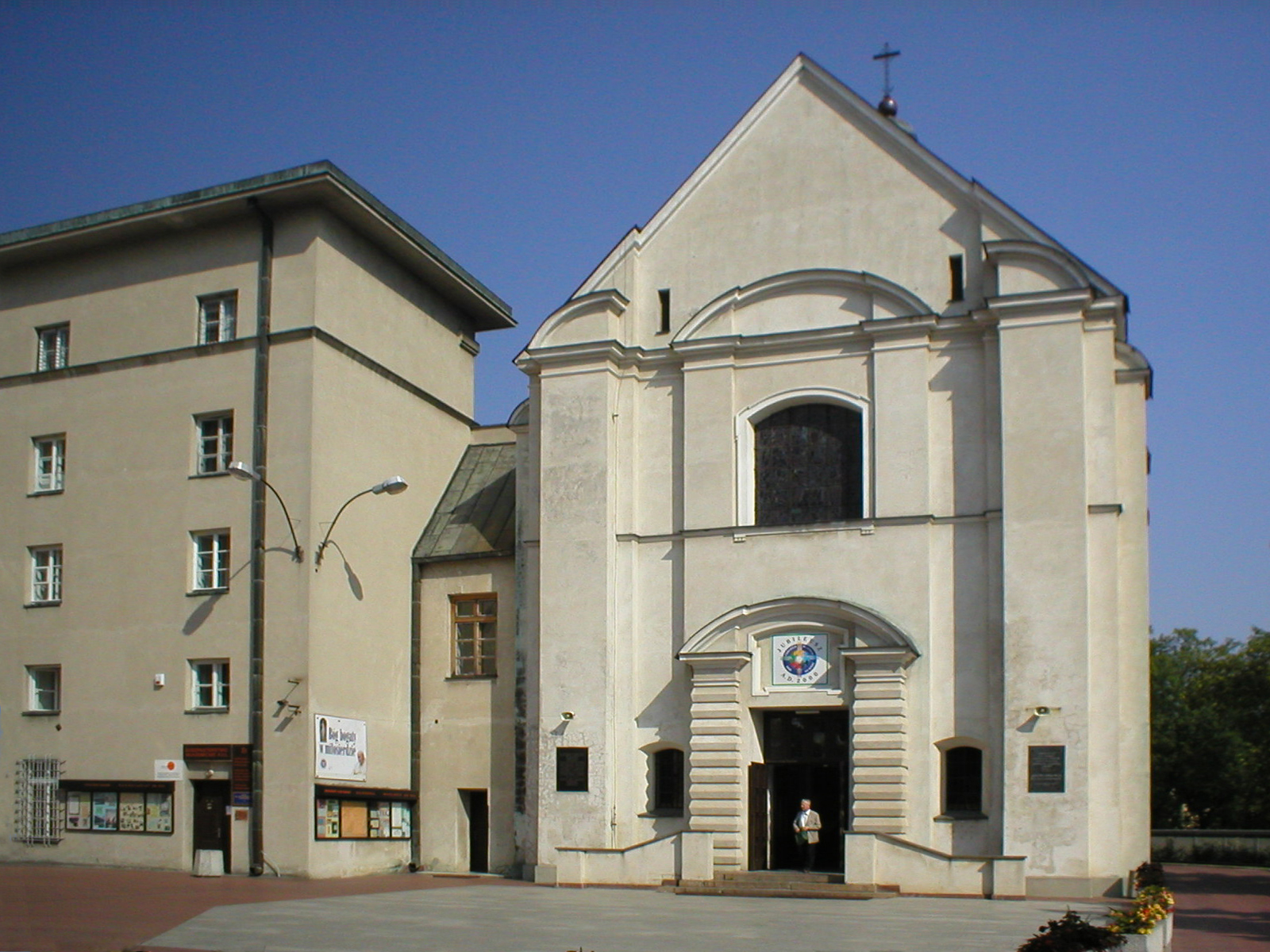
Kerkje

De Katholieke Universiteit van Lublin Johannes Paulus II (Katolicki Uniwersytet Lubelski Jana Pawła II, afgekort KUL) is een private katholieke universiteit in de Poolse stad Lublin. Ze telt ongeveer 19.000 studenten. Er zijn zeven faculteiten.
De Katholieke Universiteit van Lublin werd opgericht in 1918, kort na de onafhankelijkheid van Polen. Ze heette tot 1928 Universiteit van Lublin (Uniwersytet Lubelski). Door een besluit van het universiteitsbestuur van 4 juli 2005, goedgekeurd door het Poolse bisschoppencollege, draagt de instelling de naam van paus Johannes Paulus II.

## Faculteiten
- Faculteit Godgeleerdheid (1918)
- Faculteit Rechtsgeleerdheid, Canoniek Recht en Bestuur (1918)
- Faculteit Wijsbegeerte (1946)
- Faculteit Geesteswetenschappen (1918)
- Faculteit Sociale Wetenschappen (1980)
- Faculteit Wiskunde en Natuurwetenschappen (1998)

buiten de campus:
- Faculteit Rechts- en Economische Wetenschappen in Tomaszów Lubelski
- Faculteit Sociale Wetenschappen in Stalowa Wola
- Faculteit Rechtsgeleerdheid en Economische Wetenschappen in Stalowa Wola

De universiteit biedt ook het zogenaamde MISH-programma aan. Daartoe herbergt ze het:
- College voor Interfacultaire Persoonlijke Studies in de Geesteswetenschappen (MISH)

## Wetenschappelijke instituten
- Instituut voor de studie van de Poolse Gemeenschap en Poolse pastoraal (1972)
- Instituut voor historische geografie van de Kerk in Polen (1957)
- Instituut Johannes Paulus II (1982)
- Instituut voor de studie van de christelijke oudheid
- Instituut voor onderzoek van religieuze literatuur
- Instituut voor de studie van de literatuur van Cyprian Norwid
- Instituut voor geschiedenis van de middeleeuwse cultuur
- Lexicografisch instituut
- Instituut voor kerkelijke archieven, bibliotheken en musea (1956)
- Instituut voor hoge religieuze cultuur

## Uitwisselingsprogramma
De universiteit heeft een uitwisselingsprogramma met de Katholieke Universiteit van Leuven. Professoren uit beide universiteiten treden op als gastprofessor in de andere universiteit. Vooral tussen de taalopleidingen en het Kerkelijk recht is er een nauwe samenwerking.